# 三百咏
三百咏（天城体：शतकत्रय；IAST：śatakatraya）传统上归为中世纪印度大诗人伐致呵利所作的一部梵语诗集。又译为“三百妙语集”。
三百咏又分为三部分，每部分称为一个“百咏”（śatakas）。每部分有约100首诗。按主题不同，三个百咏分别为：
1. 正道百咏（Nītiśataka）
2. 艳情百咏（Śṛṅgāraśataka）
3. 离欲百咏（Vairāgyaśataka）

## 资料来源
- 《梵语文学史》，金克木著，江西教育出版社，ISBN 7539231505/I351·092